# Puni par le ciel
Pour plus de détails, voir Fiche technique et Distribution.
Puni par le ciel (人斬り, Hitokiri) est un film japonais de Hideo Gosha sorti en 1969 avec Shintaro Katsu dans le rôle d'Izo Okada et Tatsuya Nakadai dans celui de Takechi Hanpeita. 
Ce film est aussi titré Hitokiri, le châtiment en dvd (chez Wild Side).

## Synopsis
Izo Okada, un samouraï sans maître, au rang inférieur au rōnin, cherche désespérément une façon de sortir de ses problèmes financiers. Il s'allie alors au clan Tosa dirigé par le chef sans pitié qu'est Takechi, et s'imagine qu'il est revenu au monde. Mais Takechi fait d'Izo un assassin et une marionnette, et Izo ne s'en rendra compte qu'après avoir touché le fond.

## Fiche technique
- Titre original : Hitokiri
- Titre français : Puni par le ciel
- Titre français alternatif : Hitokiri, le châtiment
- Réalisation : Hideo Gosha
- Scénario : Shinobu Hashimoto, d'après un roman de Ryōtarō Shiba
- Production : Fuji Television Network, Katsu Production
- Musique : Masaru Satō
- Pays d'origine : Japon
- Format : Couleurs - 35 mm - 2,35:1 - Mono
- Genre : Chanbara
- Durée : 140 minutes
- Date de sortie : Japon : 9 août 1969

## Distribution
- Shintaro Katsu : Izo Okada
- Tatsuya Nakadai : Hampeita Takechi
- Yukio Mishima : Shimbei Tanaka
- Yujiro Ishihara : Ryoma Sakamoto
- Mitsuko Baisho : Omino
- Ichirō Nakatani : Yoriki
- Takumi Shinjo : Minakawa